# Арта
А̀рта (на гръцки: Άρτα; на албански: Narta) е град в Епир, Гърция. Втори по значение за областта и главен град на дем Арта и на целия Южен Епир, с население 19 435 жители (2001).

## География
Арта се намира в центъра на сравнително голямата и плодородна амбракийска равнина, разположена северно от амбракийския залив. Селището е византийско и средновековно, основано на мястото на антична Амбракия.

## История
Името Арта е споменато за първи път през 1082 г., като преди това на негово място се е намирала коринтската древногръцка колония Амбракия. Арта е главен исторически град и средище на Гръцки Епир, докато Янина се оформя като такъв на Османски Епир.
Арта е известна със своите архитектурни и културни забележителности, сред които се открояват знаменития Артенски мост, старата крепост и църквата „Света Теодора“. В Арта е разположен Епирският технологичен институт. В областта на Арта и Южен Епир се отглеждат много цитрусови насаждения.
В античността областта на Арта – Амбракия е известна като столицата на Пир, отличил се с пировата си победа над римляните. През 146 г. пр.н.е. Амбракия е завоювана от Рим и става център на римската провинция Стар Епир, което име следва да отличава Амбракия от завоюваните земи на север и изток от нея, които са обособени в провинция Нов Епир.
През средновековието Арта е византийски град с известни прекъсвания до 1204 г., като за кратко по времето на Симеон I и сина му цар Петър I е в границите на Първата българска държава, ведно с южните райони на Акарнания и Етолия.
След превземането на Константинопол (1204) от участниците в четвъртия кръстоносен поход на територията на Епир, Арта и южните Акарнания и Етолия се образува Епирското деспотство. През 14 век тези територии са включени в Душановото царство, а след разпадането му, Арта става център на самостоятелен деспотат – Деспотат Арта, до завоюването ѝ от Османската империя през 1449 г. Османците преименуват Арта на Нарда.
В периода 1717 – 1797 г. Арта е венецианско владение. От 1799 г. отново е в рамките на Османската империя до 1881 г., когато по силата на Берлинския договор е присъединена към Кралство Гърция.
Днес Арта е известна с многото си музеи, архитектурни и културни паметници от миналото.

## Личности
Родени в Арта
- Димитриос Склавунос (? – 1906), гръцки военен и революционер
- Наполеон Зервас (17 май 1891 – 10 декември 1957), участник в Гръцката съпротива и основател на ЕДЕС

Починали в Арта
- Кръстьо Бочар
- Арис Велухиотис (27 август 1905 – 16 юни 1945), участник в Гръцката съпротива и член на ЦК на КПГ